# Suparshvanath

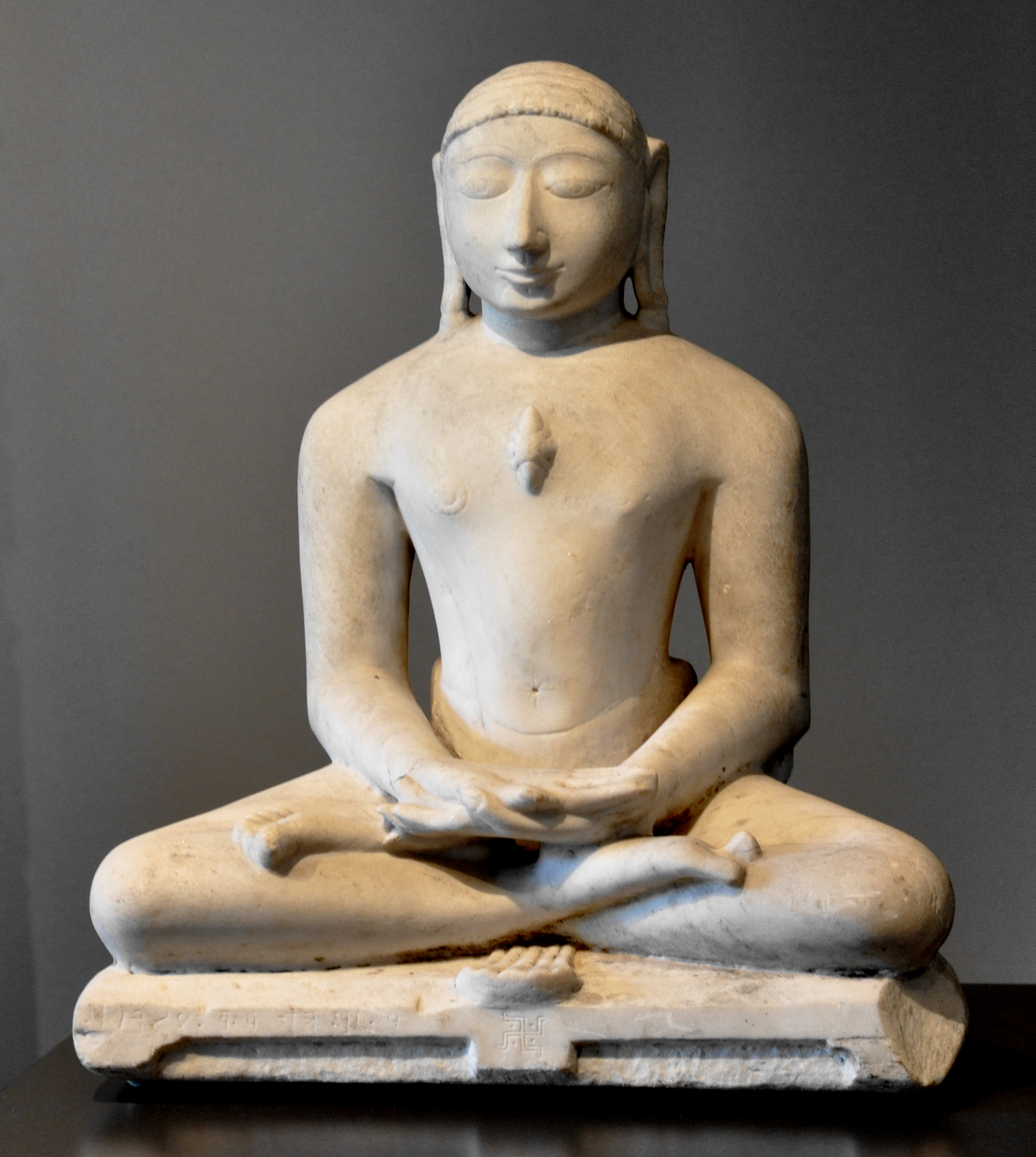
Suparshvanath, statue d'Inde du Nord datant du XIVe siècle.

Suparshvanath ou Suparshva est le septième Tirthankara, le septième Maître éveillé du jaïnisme. Il est né à Kasi un des anciens noms de Vârânasî, et  a été roi. Puis il est devenu ascète et a atteint le moksha, la libération au Mont Sammeta dans l'état du Jharkhand. Son symbole est le swatiska appelé aussi nandyavarta. Le nom de Suparshvanath est mentionné dans le Yajur-Véda. Il semblerait aussi qu'un temple important ait été construit pour ce Tirthankara à Rajgir avant notre ère; ainsi que des stupas dans d'autres lieux.